# Ständisches Leben
Ständisches Leben (Untertitel: Blätter für organische Gesellschafts- und Wirtschaftslehre) war eine Monatsschrift des Erneuerungs-Verlags, die von 1931 bis 1937 in Wien und Berlin erschien. Herausgeber war Othmar Spann. Die Zeitschrift war die wichtigste Publikation des sogenannten Spannkreises und eines der zentralen Organe des Universalismus im deutschen Sprachraum.